# 五味川みどり
五味川 みどり（ごみかわ みどり、1978年8月5日 -）は、日本の柔道家。福岡県出身。現役時代の階級は52kg級。身長は155cm。得意技は体落。

## 人物
甘木中学1年の時に初開催となった全国中学校柔道大会の56kg級で決勝まで進むが、明光中学3年の柳田恭子に敗れて2位だった。2年の時には52kg級に出場して3位となった。1994年には柳川高校へ進んだ。2年先輩には後のアテネオリンピック78kg級金メダリストの阿武教子がいた。1年の時には高校選手権52kg級の3回戦で敗れた。2年の時には金鷲旗で同級生の大石いづみや南千草などとともに活躍してチームの大会6連覇に貢献した。高校選手権では2回戦で敗れた。
1997年には純真女子短大へ進学した。同級生には後のシドニーオリンピック57kg級銅メダリストの日下部基栄がいた。1年の時には正力杯の決勝で帝京大学2年の佐藤慎子を破って優勝を飾った。全国女子体重別では3位だった。2年の時には体重別の決勝でダイコロの永井和恵に敗れるも2位だったが、正力杯では3位だった。1999年には東和大学に編入すると、正力杯で3位となった。4年の時には正力杯の決勝で筑波大学3年の鍛冶宏美に敗れた。福岡国際では決勝で塩谷建設の磯崎祐子に敗れて2位だった。オーストリア国際でも2位となった。2001年には大阪府警の所属となると、2003年から2年連続して全国警察柔道選手権大会の無差別で3位となった。

## 主な戦績
- 1991年 - 全国中学校柔道大会 2位 56kg級
- 1992年 - 全国中学校柔道大会 3位
- 1995年 - 金鷲旗 優勝
- 1997年 - 正力杯 優勝
- 1997年 - 全国女子体重別 3位
- 1998年 - 体重別 2位
- 1998年 - 正力杯 3位
- 1999年 - 正力杯 3位
- 2000年 - 正力杯 2位
- 2000年 - 福岡国際 2位
- 2001年 - オーストリア国際 2位
- 2003年 - 全国警察柔道選手権大会 3位 無差別
- 2004年 - 全国警察柔道選手権大会 3位 無差別

(出典、JudoInside.com)。